# Kawalls amazone
De Kawalls amazone (Amazona kawalli) is een amazonepapegaai uit de familie Psittacidae (papegaaien van Afrika en de Nieuwe Wereld). Deze vogel is genoemd naar de Braziliaanse aviculturist Nelson Kawall (1928-2006).

## Verspreiding en leefgebied
Deze soort komt voor in Brazilië in het Amazonebekken.

## Status
De grootte van de populatie is niet gekwantificeerd maar de soort wordt omschreven als schaars tot zeldzaam. Op de Rode lijst van de IUCN heeft deze soort de status niet bedreigd.